# Ezzelino III da Romano
(Dante Alighieri, Divina Commedia, Inferno, Canto XII, vv. 109-110)
Ezzelino (o Ecelino) III da Romano, detto il Terribile (16 aprile 1194 – Soncino, 26 settembre 1259), è stato un condottiero e politico italiano, signore della Marca Trevigiana.
Appartenente alla famiglia germanica dei Da Romano, detti  anche Ezzelini, era il figlio primogenito di Ezzelino II il Monaco ed Adelaide di Mangona, e fratello di Alberico e Cunizza da Romano. Audace, astuto e valoroso, la sua decisione e volontà di dominio sfociarono in atti di spietatezza e crudeltà di fronte ai tanti pericoli che lo circondavano, in massima parte successivi alla morte del suo alleato Federico II di Svevia, avvenuta nel 1250. Nelle cronache posteriori gli vennero dati appellativi come "feroce" e "terribile".

## Biografia

### La famiglia
La famiglia dei Da Romano giunse in Italia dalla Germania tra il X e l'XI secolo. Si stabilì prima a Onara, attuale frazione di Tombolo, dove fece costruire un castello e, dal 1199, a Romano, un borgo situato nelle vicinanze di Bassano del Grappa che dal 20 novembre 1867, dopo l'Unità d'Italia, per non venir confuso con l'omonimo lombardo e piemontese, prese il nome di "Romano d'Ezzelino". I Da Romano vengono comunemente identificati come "Ezzelini", in quanto tutti i capostipiti hanno portato questo nome, da Ezzelino I il Balbo ad Ezzelino II il Monaco ed Ezzelino III il Tiranno.

### Esordi
Secondo Rolandino da Padova, nacque il 16 aprile 1194 da Ezzelino II da Romano (detto "il Monaco" perché in tarda età si ritirò in convento) e da Adelaide degli Alberti dei conti di Mangona. Il luogo non è noto, anche se si può pensare a uno dei due castelli di famiglia (Romano o Onara).
I primi cenni documentati sul suo conto dimostrano come sin dalla giovane età fu coinvolto dal padre nelle vicende politiche e militari della Marca Veronese. Già nel 1213 prese parte all'attacco del Comune di Padova contro Este dove, sempre a detta di Rolandino, ebbe modo di distinguersi come costruttore di armi da lancio per bombardare la rocca.
Il 24 luglio 1218, in vece del padre convalescente, sottoscrisse l'accordo con cui la sua famiglia si impegnava a restituire Bassano e Marostica al Comune di Vicenza. La tregua si inserisce nelle lotte che opponevano la fazione dei conti Maltraversi ai da Vivaro, alleati dei da Romano.
Nel 1219, quando la fazione dei conti, nella figura di Uguccione Pilio, riprese il sopravvento, fu Ezzelino III in prima persona ad intervenire, essendo il padre impegnato nella lotta che opponeva Treviso al patriarcato di Aquileia. Con il proprio esercito uscì da Bassano e sconfisse i vicentini a Bressanvido. Forte di questo risultato, poté dettare le condizioni di pace ed ottenne di rientrare a Vicenza con il fratello Alberico.

### Politica filoimperiale
Come testimoniato dal documento con cui Ezzelino II, ritirandosi in convento, divideva i propri beni tra i figli Ezzelino III e Alberico (1223), la famiglia da Romano possedeva consolidate proprietà nel Trevigiano e nel Vicentino, ma mancava di una base di potere a Verona. L'ingresso nella vita politica di quest'ultima avvenne grazie a un'accorta strategia matrimoniale che sancì l'alleanza con la parte filoestense, rappresentata dalla famiglia San Bonifacio: la sorella Cunizza sposò Rizzardo da San Bonifacio e Ezzelino stesso si unì a Zilia da San Bonifacio.
Nel 1226, grazie a un colpo di Stato antimperiale ordito dai Monticoli e dal gruppo dei cosiddetti Quattorviginti, assunse la podesteria della città. In quello stesso anno era stata convocata la dieta di Cremona, che aveva spinto i Comuni a ricostituire la Lega Lombarda e in questa occasione Ezzelino contribuì a impedire l'accesso alla valle dell'Adige a Federico II di Svevia e al suo seguito.
Già nel 1227, in seguito alla pace tra l'imperatore e i Comuni, Ezzelino fu costretto a dimettersi dalla podesteria su pressione dei rettori della Lega. La sua reazione non si fece attendere: riprese il controllo della città con un colpo di mano, insediando come potestà Salinguerra II Torelli e imprigionando il cognato Rizzardo da San Bonifacio.
Costretto in ogni caso a lasciare Verona, Ezzelino tornò a prendere parte alla politica trevigiana e alla fine del 1228 partecipò accanto alle truppe del Comune nella guerra contro il vescovo di Feltre e Belluno. Con il trascorrere del tempo, il conflitto si allargò, arrivando a coinvolgere il Patriarcato di Aquileia, il Comune di Padova e il marchese d'Este. La collaborazione con Treviso durò fino al 1235, quando Ezzelino e Alberico furono banditi dalla città.
Nonostante le tradizioni antisveve della famiglia, in questi anni tra i fratelli da Romano e Federico II si sviluppò una convergenza di interessi che spinsero i primi ad occupare Verona con le armi, aprendola agli imperiali. Con questo episodio si inaugurò un lungo periodo di collaborazione, non sempre costante, che si interromperà solo con la morte del sovrano, nel 1250. Fu in questi anni che la potenza di Federico II nel Norditalia raggiunse il culmine, ed Ezzelino fu sempre tra i protagonisti dei momenti cruciali.
Nel novembre 1236 padovani, vicentini e trevigiani tentarono la conquista di Verona, ma Ezzelino, che in quel momento era al vertice della città assieme a Bonifacio da Panico, chiese l'intervento dell'imperatore: dopo aver respinto gli invasori, il monarca riuscì ad occupare Vicenza ponendovi un capitano fedele a Ezzelino. L'anno successivo anche Padova, che aveva rappresentato sino ad allora uno dei baluardi del fronte antimperiale, si sottomise a Federico, aprendo le porte al suo messo Geboardo di Arnstein e allo stesso Ezzelino. Pochi giorni dopo il Comune di Treviso attuò la stessa scelta.
Aveva già manifestato le sue speciali inclinazioni per la guerra, unite ad uno spirito di dissimulazione e pazienza, straordinari per la sua età. Era inoltre resistentissimo ad ogni fatica, capace di affrontare impavido qualsiasi pericolo, freddo e insensibile ad ogni spettacolo di pietà, intollerante di ogni freno e consiglio. Le cronache raccontano che si comportò con una crudeltà forse maggiore rispetto ai livelli dei suoi tempi, anche se non particolarmente credibili sembrano le fonti storiche di parte a lui avversa che non mancarono di descrivere Ezzelino III come un fosco tiranno che traeva personale diletto nell'escogitare torture raffinate quanto crudeli. Fu certamente uomo di parte e delle fazioni si servì principalmente per ingrandire i suoi feudi e rendersi sempre più potente. Per tutto ciò appare come il più attivo ed ardente ghibellino, tanto che di questo partito ebbe di fatto il comando nell'Italia settentrionale.

### Le conquiste
Il XIII secolo fu l'epoca delle guerre tra città e fazioni interne alle stesse città, di lotte tra casati, scontri tra milites e populus, combattimenti per il potere tra lignaggi signorili e mercantili, che portò alla nascita della stessa figura del podestà, magistrato forestiero per il governo supra partes dei Comuni: in questo contesto si inserisce la figura di Ezzelino III, che si avvalse dell'alleanza imperiale per affermare il controllo su un territorio sovracittadino e garantirne i pacifici traffici commerciali, anticipando il fenomeno storico della nascita dei nuovi regimi delle signorie, le quali, per la forza coercitiva e la centralizzazione istituzionale, garantiranno successivamente lo sviluppo economico dei propri domini temporali. Grazie alle sue abilità politico-militari, Ezzelino III estese il suo dominio su Bassano (rivolta dei liberi), Belluno, Brescia, Padova, Trento, Verona e Vicenza, creando una sorta di signoria. Dal 1225 al 1230 fu podestà e capitano del popolo di Verona. A quest'epoca risale l'infruttuosa visita di Sant'Antonio di Padova per implorare clemenza per il conte di Sambonifacio. Inizialmente simpatizzante per la Lega Lombarda, per le delusioni subite Ezzelino si schierò però con l'imperatore Federico II di Svevia che lo nominò vicario imperiale in Lombardia e segnò con questo suo ufficio la fine di ogni libertà comunale, sottomettendo i Comuni alla sua volontà.

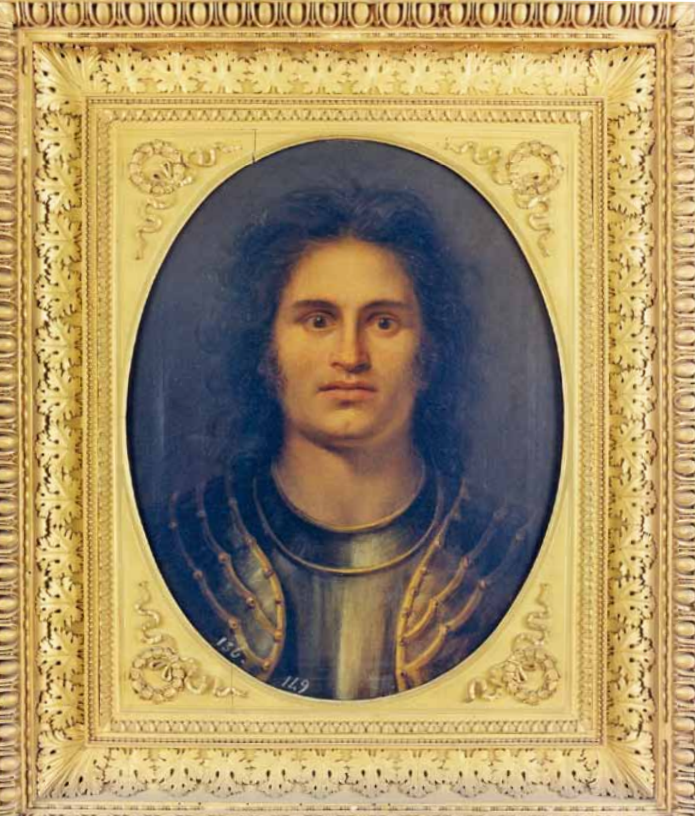
Antonio Canova: ritratto di Ezzelino III, dipinto nel 1793, offerto in dono al cardinale Ercole Consalvi, uomo di cultura, mecenate delle arti e influente Segretario di Stato di Papa Pio VII. Oggi al Museo di Propaganda Fide a Roma.

Nel 1233 Ezzelino III da Romano distrusse il castello di Caldiero esistente sul Monte Rocca. L'imperatore nel 1236 gli concesse una guarnigione per metterlo al sicuro dai moti e dalle minacce popolari che serpeggiavano nei domini soggetti agli Ezzelini. Lo stesso anno Federico saccheggiò Vicenza e ne dette il governo ad Ezzelino, il quale, nel 1237, si fece consegnare anche Padova, città molto più forte, ricca e potente delle due che già controllava. Per domare questa città, fece arrestare tutti coloro che avevano acquistato la stima della cittadinanza e ordinò che le case dei carcerati e fuoriusciti fossero rase al suolo e che i giovani rimasti in città dovessero entrare in corpi di leva, per non sfuggire al suo controllo e alla terribile disciplina del mestiere delle armi.
Dopo la vittoria di Cortenuova contro i comuni lombardi guidati dal podestà veneziano Pietro Tiepolo, il 27 novembre 1237 Federico gli promise in sposa una sua figlia naturale, Selvaggia, che morì giovanissima. Ezzelino III in seguito si risposò altre due volte.
Il 22 maggio 1238, giorno di Pentecoste, nella Basilica di San Zeno di Verona, Ezzelino III sposò dunque Selvaggia. Divenne così, con l'appoggio dell'imperatore e dei suoi consiglieri, tra cui l'astrologo Guido Bonatti, vicario imperiale per tutti i paesi tra le Alpi di Trento e il fiume Oglio. Tutta quest'area, del resto, era già di fatto sotto la giurisdizione di Ezzelino.
Nel 1242 Ezzelino III diede alle fiamme e si impadronì della città di Montagnana, al tempo controllata dagli Este. Questo evento viene rievocato ogni anno nel comune padovano agli inizi di settembre con l'incendio della Rocca degli Alberi.

### La scomunica e la "crociata" contro Ezzelino
L'improvvisa scomparsa di Federico II, avvenuta nel 1250, indebolì politicamente Ezzelino III, che a partire da tale data divenne più sospettoso e violento, per cui venne accusato di efferatezze ed eresia e scomunicato nel 1254 da papa Alessandro IV, grande avversario della fazione ghibellina, che sperava di sbarazzarsi in tal modo di un formidabile ostacolo alla sua politica anti-imperiale. Il papa in verità aveva massimamente a cuore il suo potere temporale, posto in sommo pericolo in quanto lo Stato Pontificio si trovava in mezzo al territorio controllato dall'imperatore Federico II, che era re di Sicilia e di Gerusalemme per parte di madre e re d'Italia e di Germania; sostenere le ragioni dei Comuni significava tentare di contenere il pericolo del potere imperiale rispetto al potere temporale del papato. Nel mese di marzo 1256 Azzo VII d'Este, podestà a vita di Ferrara, ricevette da Filippo, arcivescovo di Ravenna, l'incarico di condurre una "crociata" contro Ezzelino, padrone assoluto di Belluno, Feltre, Padova, Verona e Vicenza, mentre Treviso era sotto il dominio di suo fratello Alberico. Solo Trento, conquistata da Ezzelino III nel 1241, era nel frattempo riuscita stabilmente a liberarsi nel 1255, mentre l'anno seguente la rivolta del piccolo centro di Cologna Veneta, presso Verona, guidata da Jacopo Bonfado, fu rapidamente soffocata nel sangue da Ezzelino. Alla "crociata" contro Ezzelino III parteciparono, partendo dalla Torre delle Bebbe, il presidio veneziano, i soldati di Venezia, Bologna, Mantova, il conte di Sambonifacio e molti altri signori. Mentre Ezzelino era occupato nella conquista di Brescia, i "crociati" di Azzo VII si impadronirono il 20 giugno 1256 di Padova. I "crociati" dal canto loro non seppero approfittare del loro vantaggio nel corso della prima fase della guerra contro Ezzelino III perché le loro forze erano sparse e i loro signori divisi. Per ben due anni si trascinò pertanto una guerra di agguati e mischie sanguinose, durante i quali Ezzelino III riuscì a impadronirsi di Brescia nel 1258.
Le amicizie e le alleanze sulle quali Ezzelino III da Romano contava, gradatamente gli vennero comunque meno e se il fratello (con cui era entrato in litigio nel 1239) si riaccostò a lui, vecchi alleati e amici – come Oberto II Pallavicino – finirono col raggiungere le file dei "crociati", promettendo denaro e uomini per abbatterlo. Ghibellini e guelfi si trovarono così uniti e una peculiare alleanza fu dunque stretta tra le due fazioni l'11 giugno 1259. Ma che le ragioni dello scontro fossero però essenzialmente politiche lo dimostra il fatto che Ezzelino fosse invocato dai ghibellini di Milano per contrastare i guelfi. Passò pertanto l'Oglio e l'Adda con un forte esercito, per tentare di impadronirsi di Monza e Trezzo. Il popolo milanese a sua volta rispose armandosi e andandogli incontro. Oberto II Pallavicino, a capo dei cremonesi, e il marchese d'Este, a capo dei ferraresi e dei mantovani, si impadronirono di Cassano d'Adda e tagliarono ogni possibilità di ritirata ad Ezzelino. Ezzelino III fu quindi sconfitto dopo una strenua battaglia il 16 settembre 1259 a Cassano d'Adda dalla lega guelfa di Azzo VII d'Este, in cui riportò gravi ferite, che la tradizione vuole gli fossero state inferte dal nobile bresciano Mazzoldo Lavellongo, per vendicare il fratello Marco, fatto torturare, mutilare ed accecare da Ezzelino. Ezzelino venne catturato e portato a Soncino, dove spirò il 26 settembre, a 65 anni e 5 mesi di età, rifiutando sacramenti e medicine. Fu sepolto in terra non consacrata nei pressi di Soncino.
A Soncino ancora oggi ogni settimana si ricorda la sua morte con il rintocco di una campana e si favoleggia circa il fatto che sia stato sepolto con il suo tesoro. Suo fratello Alberico, catturato nel suo castello di San Zenone dai vincitori, fu trucidato insieme alla sua famiglia, comprese donne e bambini.

### L'uomo
Unito alla sorte dell'imperatore Federico II e del casato svevo, egli trasse da questa sua posizione nuove ragioni di dominio, vigilando affinché la sua potenza non venisse attaccata dall'esterno. Requisì ai padovani da lui banditi i castelli di Agna e Brenta, mandando a morte tutti coloro che li custodivano. Incamerò diversi castelli del marchese d'Este e del conte di Sambonifacio e, estendendo le sue conquiste alla provincia di Treviso, aveva a suo tempo assoggettato Feltre e Belluno, mantenendo nell'obbedienza i suoi sudditi antichi e nuovi, costruendo prigioni nelle quali rinchiudeva i numerosi nemici. Ezzelino III rappresentò di fatto le fortune sconfitte dell'impero e della parte ghibellina e non è dato fissare con precisione e affidabilità storica rigidi confini tra la sua ferocia e la sua forte (ma soccombente) visione politica, nonché le sue notevoli peculiarità politico-militari che ne decreteranno fatalmente l'impopolarità della successiva storiografia, tutt'altro che filo-imperiale. Oggetto alla sua morte di una pesante damnatio memoriae voluta dai poteri religiosi anti-ghibellini ma pure dalle città confederate che si spartirono le sue ricchezze, Ezzelino III non fu certo più feroce, in particolare prima del 1250, degli altri signori dell'epoca: politicamente, anzi, anticipò con una vera politica regionale le forme di organizzazione politica signorile e rinascimentale, che nasceranno proprio per superare gli eterni conflitti delle oligarchie dei mercanti e banchieri che governavano i Comuni. Senza contare che alla sua corte si esercitava un attento mecenatismo culturale per il quale trovarono qui rifugio i poeti provenzali in fuga dal sud della Francia (dove infuocava la persecuzione della Chiesa contro gli albigesi, tra i quali Uc de Saint Circ, la prima figura europea di poeta di corte. E non si può negare allo stesso Ezzelino III la pre-paternità del Veneto, attuata con gli ordinamenti e l'unità politica, tanto che qualche autore moderno arriva a sostenere che se il binomio Federico-Ezzelino fosse stato vincente il Veneto sarebbe diventato non già una regione d'Italia ma un Land tedesco.
Rolandino da Padova, storico e giurista padovano di formazione bolognese, figlio di notaio, egli stesso notaio, scrisse una cronaca degli anni di Ezzelino a Padova, commissionata dalle autorità ecclesiastiche anti-ghibelline, approvata dall'Università di Padova e presentata con una cerimonia nel 1262, presso il chiostro della chiesa di Sant'Urbano.
Dante Alighieri nella Divina Commedia lo collocò all'Inferno, sommerso in un fiume di sangue, nel girone riservato a coloro che furono violenti contro il prossimo:
(Dante Alighieri, Divina Commedia, Inferno, Canto XII, vv. 109-110)
Dante collocò invece la sorella di Ezzelino, Cunizza, in Paradiso, nel cielo degli spiriti amanti.
Albertino Mussato, pre-umanista padovano e contemporaneo di Dante, dedica al personaggio di Ezzelino la tragedia Eccerinide. Nell'Eccerinide, modellata sulle tragedie senecane, è narrata l'ascesa e la caduta di Ezzelino e del fratello. Per tale opera gli furono prestati numerosi riconoscimenti, culminati nel 1315 con una cerimonia ufficiale a Padova, presso il Collegio dei Giudici. Tale evento, riferitoci dal cronista dell'epoca Giovanni da Nono, aveva un valore simbolico, sia accademico che civile. Infatti la passata minaccia ezzeliniana era paragonata al timore dell'invasione di Padova da parte delle truppe dell'imperatore Arrigo VII e di Cangrande della Scala.
Il cronista Salimbene de Adam definisce Ezzelino gran massacratore di uomini e temuto addirittura più del diavolo («Hic plus quam diabolus timebatur»). Tutte queste caratteristiche sono oggetto di disputa fra gli storici, che talora ne esaltano le capacità politiche e talaltra ne sottolineano l'inflessibilità del carattere e la sua totale mancanza di scrupoli etici.
Certo è l'irriducibile particolarismo dei Comuni, contro i quali lottò Ezzelino, spesso instabili e violenti, e le istanze corporative che li dominavano, se successivamente furono la forza dell'Italia nel primo Rinascimento, saranno pure un fortissimo limite per la costruzione nazionale italiana, mentre nel resto d'Europa durante quel secolo furono proprio le figure dei re quelle attorno ai quali si costruirono mercati nazionali e società nazionali.
Nel 1630 Alessandro Tassoni dedicò l'intero canto VIII del suo poema eroicomico, La secchia rapita, ad Ezzelino.
Viene citato ne Il ritratto di Dorian Gray:
(Oscar Wilde, Il ritratto di Dorian Gray, cap. 11)

## Ascendenza
|                          |                                     |                           | Genitori                                  |  |  | Nonni |  |  | Bisnonni             |  |  | Trisnonni         |  |
|                          |                                     |                           |                                           |  |  |       |  |  | Alberico I da Romano |  |  | Ecelo I da Romano |  |
|                          |                                     |                           |                                           |  |  |       |  |  | Alberico I da Romano |  |  | Ecelo I da Romano |  |
|                          |                                     | Gisla                     |                                           |  |  |       |  |  | Alberico I da Romano |  |  |                   |  |
| Ezzelino I da Romano     |                                     |                           |                                           |  |  |       |  |  | Alberico I da Romano |  |  |                   |  |
|                          |                                     | Cunizza                   | ...                                       |  |  |       |  |  |                      |  |  |                   |  |
|                          |                                     | Cunizza                   | ...                                       |  |  |       |  |  |                      |  |  |                   |  |
|                          |                                     | Cunizza                   | ...                                       |  |  |       |  |  |                      |  |  |                   |  |
| Ezzelino II da Romano    |                                     | Cunizza                   |                                           |  |  |       |  |  |                      |  |  |                   |  |
|                          |                                     | Riccardo da Baone         | ...                                       |  |  |       |  |  |                      |  |  |                   |  |
|                          |                                     | Riccardo da Baone         | ...                                       |  |  |       |  |  |                      |  |  |                   |  |
|                          |                                     | Riccardo da Baone         | ...                                       |  |  |       |  |  |                      |  |  |                   |  |
| Auria da Baone           |                                     | Riccardo da Baone         |                                           |  |  |       |  |  |                      |  |  |                   |  |
|                          |                                     | ...                       | ...                                       |  |  |       |  |  |                      |  |  |                   |  |
|                          |                                     | ...                       | ...                                       |  |  |       |  |  |                      |  |  |                   |  |
|                          |                                     | ...                       | ...                                       |  |  |       |  |  |                      |  |  |                   |  |
| Ezzelino III da Romano   |                                     | ...                       |                                           |  |  |       |  |  |                      |  |  |                   |  |
|                          | Tancredi "Nontigiova" degli Alberti | Alberto III degli Alberti |                                           |  |  |       |  |  |                      |  |  |                   |  |
|                          | Tancredi "Nontigiova" degli Alberti | Alberto III degli Alberti |                                           |  |  |       |  |  |                      |  |  |                   |  |
|                          | Tancredi "Nontigiova" degli Alberti | Sofia di Berardo          |                                           |  |  |       |  |  |                      |  |  |                   |  |
| Alberto IV degli Alberti | Tancredi "Nontigiova" degli Alberti |                           |                                           |  |  |       |  |  |                      |  |  |                   |  |
|                          |                                     | Orabile dei Figuineldi    | Guinildo dei Figuineldi                   |  |  |       |  |  |                      |  |  |                   |  |
|                          |                                     | Orabile dei Figuineldi    | Guinildo dei Figuineldi                   |  |  |       |  |  |                      |  |  |                   |  |
|                          |                                     | Orabile dei Figuineldi    | ...                                       |  |  |       |  |  |                      |  |  |                   |  |
| Adelaide degli Alberti   |                                     | Orabile dei Figuineldi    |                                           |  |  |       |  |  |                      |  |  |                   |  |
|                          |                                     | Guido Guerra I dei Guidi  | Guido I Guerra "Succhia sangue" dei Guidi |  |  |       |  |  |                      |  |  |                   |  |
|                          |                                     | Guido Guerra I dei Guidi  | Guido I Guerra "Succhia sangue" dei Guidi |  |  |       |  |  |                      |  |  |                   |  |
|                          |                                     | Guido Guerra I dei Guidi  | Ermellina di Mangona                      |  |  |       |  |  |                      |  |  |                   |  |
| Imilia dei Guidi         |                                     | Guido Guerra I dei Guidi  |                                           |  |  |       |  |  |                      |  |  |                   |  |
|                          |                                     | Imilia                    | Rinaldo detto "Sinibaldo"                 |  |  |       |  |  |                      |  |  |                   |  |
|                          |                                     | Imilia                    | Rinaldo detto "Sinibaldo"                 |  |  |       |  |  |                      |  |  |                   |  |
|                          |                                     | Imilia                    | ...                                       |  |  |       |  |  |                      |  |  |                   |  |
|                          |                                     | Imilia                    |                                           |  |  |       |  |  |                      |  |  |                   |  |

## Discendenza
Ezzelino si sposò quattro volte:
- nel 1221 con Zilia, sorella del conte di Sambonifacio, che ripudiò;
- il 23 maggio 1238 sposò a Verona Selvaggia di Staufen, figlia naturale e legittimata dell'imperatore Federico II di Svevia;
- nel 1244 con Isotta Lancia, sorella di Galvano, morta nel 1254;
- nel 1249 con Beatrice Maltraversi, figlia di Buontraverso, conte di Castelnuovo.

Ezzelino ebbe un figlio naturale, Pietro, che fece imprigionare nel 1246 nel castello di Angarano.